# Brigata Garibaldi "Antonio Gramsci" (Italia centrale)
La Brigata Garibaldi "Antonio Gramsci" fu una brigata partigiana attiva durante la resistenza al nazifascismo nell'Italia centrale, tra Lazio, Umbria e Marche. I sette battaglioni della Brigata riuscirono a liberare, controllare territori e costituire ufficialmente una delle prime Repubbliche partigiane, tra le prime zone libere d'Italia.

## Origini
Nasce ufficialmente nel febbraio del 1944 in seguito al radicamento e alla crescita del Battaglione Spartaco Lavagnini, dietro indicazioni di Celso Ghini nome di battaglia di "Naso", inviato del CLN per il PCI come ispettore delle Brigate Garibaldi nel Lazio, in Umbria e nelle Marche. In quest'ultima regione è stato anche membro del comitato insurrezionale.
Il propulsore, prima commissario politico e poi comandante militare, fu Alfredo Filipponi nome di battaglia "Pasquale", dirigente comunista di Terni, che guidò il gruppo fin dal primo nucleo costituitosi immediatamente dopo l'armistizio dell'8 settembre.
La Brigata era prevalentemente costituita da operai, contadini, militari sbandati, renitenti alla leva, ex prigionieri di guerra alleati e sovietici, nonché - di fondamentale importanza - da un importante nucleo di prigionieri jugoslavi evasi nel settembre 1943 dal carcere di Spoleto: Svetozar Lakovic "Toso" fu a lungo comandante militare nella Brigata, che arrivò a essere composta da un migliaio di partigiani, divisi nei battaglioni Spartaco Lavagnini, Giovanni Manni, Guglielmo Morbidoni, Paolo Calcagnetti, Tito 1 e Tito 2, Germinal Cimarelli.

### Battaglioni
Il Battaglione Spartaco Lavagnini è stato operativo tra la Valnerina, la zona di Cascia in Umbria, e quella di Leonessa e Poggio Bustone nel Lazio.
Il Battaglione Giovanni Manni' era operativo sui Monti San Pancrazio, Monte Cosce e nella Valle del Tevere tra i comuni di Calvi dell'Umbria, Otricoli, Stroncone, Narni, Configni, Vacone, Torri in Sabina, Montebuono. Il Battaglione Manni fu coinvolto insieme alla Banda Strale autonoma nel rastrellamento nazifascista operazione "Osterei" 12 -15 Aprile 1944 nell'area geografica del Monte San Pancrazio – Monte Cosce, subappennino a ridosso della valle del Tevere tra Lazio e Umbria dove vennero trucidate dai nazifascisti 38 persone.
Il Battaglione "Paolo Calcagnetti" operava tra la Valnerina, la Conca reatina e l'Appennino Umbro-Laziale nei comuni di Arrone, Polino, Rivodutri, Poggio Bustone, Leonessa, Morro Reatino, decisivo fu l'intervento nella Battaglia di Poggio Bustone.

## Le azioni
Il periodo di maggiore efficacia della formazione partigiana è compreso tra il febbraio e la fine di marzo 1944: in quel periodo i sei battaglioni della Brigata riuscirono a liberare, controllare e costituire ufficialmente una delle prime Repubbliche partigiane la prima zona libera d'Italia, che si estendeva tra Visso, la Valnerina fino a Ferentillo, Piediluco, i comuni di Cascia, Monteleone di Spoleto, Norcia, Leonessa e Poggio Bustone, altre squadre volanti agivano fino a Posta, sulla Salaria e nello Spoletino.
L'obiettivo strategico era di creare una sorta di diaframma tra la Flaminia e la Salaria, per disturbare gli approvvigionamenti tedeschi verso l'Adriatico in un momento della guerra (la primavera del 1944) in cui l'offensiva degli Alleati si concentrava tra Ortona e Cassino. Tra il 1° e l'12 aprile del 1944 la zona libera e l'area operativa della Brigata fu sottoposta a un feroce rastrellamento da parte di reparti italo-tedeschi. La Brigata subì un duro colpo: rischiò il completo sbandamento e dovette abbandonare tutti i maggiori centri abitati da essa occupati.

### Territori liberati
Molte sono le zone dell'Italia centrale liberate dall'occupazione nazifascista, dai partigiani dalla Brigata Garibaldi "Antonio Gramsci", le cosiddette Repubbliche Partigiane il primo esperimento di autogoverno attuato da partigiani.
Il 16 marzo 1944 il Comando della Brigata Garibaldi "Antonio Gramsci" [...] emana il seguente, nuovo proclama, da affiggere a mezzo di "200 manifesti murali": Il testo roportato di seguito è di questa fonte, mentre una versione ridotta appare in A.Fi. 1976.
Con la liberazione di Cascia, Monteleone, Aruscio, Norcia, Leonessa, Albaneto, Poggio Bustone e le rispettive frazioni dei Comuni sopra citati, nonché i Comuni della Valnerina Alta, la Brigata Garibaldina a tutt'oggi ha liberato circa mille chilometri quadrati di territorio. Migliaia e migliaia di lavoratori sono stati liberati dalla schiavitu' nazifascista. Questo Comando mentre invita i cittadini a collaborare con i partigiani per le necessita' delle popolazioni liberate, rende noto che da oggi 16 marzo 1944 il territorio sopra descritto compreso [tra] S. Pancrazio (Narni) [e] l'Alta Valnerina, con limiti: La Valle di Ferentillo, Castiglioni di Arrone, Rivodutri e Albaneto, è considerato staccato dalle Province di Terni, Perugia e Rieti, città ancora sotto il dominio nazifascista, e legato alla città di Cascia, da questo momento considerata capoluogo di tale territorio. Perciò la Brigata Garibaldina Gramsci, è l'unica autorita' operante in detto territorio, che degnamente rappresenta l'Italia democratica. Da oggi il Comando di Brigata in collaborazione con i Comitati di Liberazione assume le responsabilita' militari, politiche e amministrative di fronte a tutti gli abitanti della zona. Pertanto i cittadini per le loro necessita' sono invitati a rivolgersi, oltre che ai rispettivi Comuni, al Comando di Brigata, sito all'albergo Italia di Cascia. Il Comando.

## La riorganizzazione
Successivamente ai grandi rastrellamenti nazifascisti della primavera del 1944 nell'Appennino centrale, avvenne la difficile riorganizzazione della Brigata, si dovette procedere alla divisione operativa dei reparti: I due battaglioni prevalentemente jugoslavi Tito 1 e Tito 2, che tra l'altro erano quelli che avevano meglio retto l'urto del rastrellamento grazie a una ritirata verso Norcia e Visso, continuarono ad agire autonomamente sul confine marchigiano, al comando di Svetozar Lakovic "Toso"; i battaglioni sotto il diretto comando di Alfredo Filipponi, andarono riorganizzandosi faticosamente sui monti più vicino a Terni, nei dintorni di Polino.

## Controversie
Fortemente colpita nelle sue capacità militari durante brutali rastrellamenti nazifascisti che hanno causato per rappresaglia diverse stragi di civili, la Brigata è stata oggetto di controversie legati alle vicende di Jolanda Dobrilla giovane intreprete e spia della Wermach rifugiata a Lugnola frazione del comune di Configni, la maestra Pia Lamponi Liberati a Miranda, sopra Terni, del possidente terriero Alverino Urbani, del dirigente d'azienda Alessandro Corradi. Episodio di interesse storico riveste anche l'uccisione del sindacalista fascista Maceo Carloni, avvenuta il 4 maggio 1944: quest'ultimo caso, in specie, fu oggetto di molte controversie nel dopoguerra sulla sua giustificabilità o meno come atto di guerra. Considerato una spia dei nazifascisti, Maceo Carloni fu condannato a morte dal Tribunale militare straordinario della Brigata garibaldina 'Antonio Gramsci', come dichiarato nel processo presso la Procura della Repubblica del Tribunale di Terni il 09.07.1952 dal comandante partigiano Alfredo Filipponi, fu prelevato e giustiziato nella notte del 4 maggio 1944 a Casteldilago frazione del comune di Arrone, dai partigiani della Brigata garibaldina 'Antonio Gramsci', il fatto costituisce un atto di guerra partigiana, inquadrato nel contesto storico della lotta contro il fascismo, durante il regime fascista e come tale compreso nell'aministia per i reati politici antifascisti, decreto legislativo 17.11.1945 n.719.

## Liberazione di Terni
Con lo sfondamento delle difese tedesche in Lazio e Abruzzo, avvenuto nella seconda metà di maggio 1944, anche la Brigata Gramsci riuscì a riprendere fiato; il 13 giugno 1944 le forze partigiane parteciparono alla liberazione di Terni entrando nella città martoriata dai bombardamenti da nord, in contemporanea alle truppe inglesi che vinsero le ultime resistenze nemiche e passarono il Nera da sud. Sulla questione della liberazione di Terni, ovvero della partecipazione o meno delle truppe partigiane sono in corso approfondimenti storici.
Molti componenti della Brigata si arruolarono poi nell'8º Gruppo di combattimento "Cremona", che a fianco degli Alleati proseguì la guerra nel ravennate fino alla Liberazione.

## Caduti noti
- Raul Angelini, carabiniere, ucciso a Morro Reatino il 1º giugno 1944.
- Emo Battisti, studente di Poggio Bustone e comandante di Distaccamento, morto durante il rastrellamento del 1944.[29]
- Don Concezio Chiaretti, parroco di Leonessa, collaboratore dei partigiani e presidente del Comitato di Liberazione Nazionale di Leonessa, trucidato assieme a 50 parrocchiani a Leonessa durante il rastrellamento, al quale la città ha dedicato un busto bronzeo nel 1996.[30][31]
- Orazio Costorella, giovane autiere siciliano, giustiziato sommariamente nel 1944 a Poggio di Otricoli. Ha ricevuto postuma, nel 2006, la Medaglia d'Oro al Valor Civile.[32]

## Onorificenze
Medaglie d'oro al valor militare alla memoria concessa a Germinal Cimarelli, caduto presso Cesi, con la seguente motivazione:
"Dopo l'8 settembre fu tra i primi a insorgere contro l'invasore. Comandante di un distaccamento partigiano, durante un potente rastrellamento tedesco, allo scopo di evitare la distruzione del suo reparto in procinto di essere accerchiato, ne ordinava il ripiegamento che proteggeva, rimanendo solo sul posto, col fuoco di una mitragliatrice diretto contro i tedeschi incalzanti. Quale sfida al nemico issava il tricolore e dopo lunga ed impari lotta, crivellato di colpi, cadeva da eroe sull'arma salvando così con il suo cosciente sacrificio tutti i suoi compagni. Umbria, 20 gennaio 1944."
La data del decreto è in fase di verifica

## Archivio sonoro

### Inno della Brigata Garibaldi "Antonio Gramsci"
Canzone partigiana e inno della Brigata Garibaldina "Antonio Gramsci". La musica è tratta da "Po šumama i gorama", un canto partigiano jugoslavo. Canzone tratta dal disco "La Valnerina ternana", dei Dischi del Sole. Secondo le memorie del comandante della brigata Alfredo Filipponi, sarebbe stato insegnato loro da un disertore, noto come "Pietro l'Albanese". Autore del testo, il partigiano poeta Dante Bartolini 1943.
Testo
Su fratelli su compagni
su villaggi su città siamo
noi i partigiani per la vostra libertà.
Operai e contadini
tutti uniti vincerem
all'appello di Stalin
siamo i primi partigian.
Operai e contadini
distruggete l'invasor
i fascisti burattini
e il tedesco distruttor.
Italiani alla riscossa
giunta è l'ora di pugnar
comunisti bandiera rossa
già si vede sventolar.